# Zachari Stojanowo (obwód Tyrgowiszte)
Zachari Stojanowo (bułg. Захари Стояново) – wieś w Bułgarii, w obwodzie Tyrgowiszte, w gminie Popowo. W 2024 roku liczyła 225 mieszkańców.